# Maurilio Mejía
Maurilio Mejía fue un militar mexicano que participó en la Revolución mexicana. Nació en Anenecuilco, Morelos; fue sobrino de Emiliano Zapata. En marzo de 1911 se incorporó al movimiento maderista, siendo uno de los primeros hombres que acompañaron a Emiliano Zapata; con el tiempo se convertiría en uno de los principales jefes morelenses. En 1915 se le encargó el funcionameiento del ingenio Cuahuixtla. En 1920 se incorporó al Ejército Mexicano del que se retiró en 1924 para dedicarse a la agricultura en Cuautla. Fue aspirante a gobernador del estado de Morelos para los periodos 1935-1939 y 1939-1942, saliendo derrotado en ambas ocasiones. En 1941 adquirió una finca en Oaxaca y se dedicó a trabajarla. Murió en el Hospital Militar de la Ciudad de México, el primero de marzo de 1952.